# Aesotrinoma
Aesotrinoma is een geslacht van hooiwagens uit de familie Gonyleptidae.
De wetenschappelijke naam Aesotrinoma is voor het eerst geldig gepubliceerd door H. Soares in 1977. 

## Soorten
Aesotrinoma is monotypisch en omvat slechts de volgende soort:
- Aesotrinoma crassicalcanei